# Мошков, Евгений Яковлевич
Евгений Яковлевич Мошков (20 ноября 1920, Чембар, Пензенская губерния — 15 января 1943, Краснодон, Ворошиловградская область) — советский патриот, подпольщик Великой Отечественной войны, участник антифашистской организации «Молодая Гвардия». Был связным между партийным и комсомольским подпольем.

## Биография
Родился 20 ноября 1920 года в городе Чембар (ныне г. Белинский), Пензенской губернии в семье военнослужащего. После окончания гражданской войны отец перевёз семью на свою родину, на хутор Первомайский Ростовской области, где принял активное участие в организации колхоза и стал его первым председателем. В 1929 году после смерти отца семья переехала в город Краснодон. Евгений учился в средней школе № 1 имени Горького. Окончив семь классов, поступил работать на шахту № 5. Был рассыльным, учеником электрослесаря, электрослесарем. С 1937 года работал врубмашинистом на шахте № 1-бис.
В 1939 году призван в Красную Армию. Служил в авиаполку на Кавказе. В армии стал кандидатом в члены ВКП(б). Во время тренировочных прыжков с парашютом получил травму и после лечения в госпитале был демобилизован.
В звании младшего лейтенанта в конце сентября 1941 года отправлен на фронт. Под Миллерово часть, в составе которой он воевал, попала в окружение. Попал в плен, бежал, сумел пробраться в Краснодон.
В Краснодоне сблизился с Ф. П. Лютиковым, руководителем партийного подполья. По его поручению распространял листовки, участвовал в создании антифашистских подпольных групп, позже помогал объединять их в единую боевую организацию — «Молодая гвардия». Стал связным между партийным и комсомольским подпольем, выполнял ответственные задания. В ноябре 1942 года возглавляемая им группа молодогвардейцев совершила нападение на Волчанский лагерь и освободила оттуда советских военнопленных. По указанию Ф. П. Лютикова в декабре устроился директором клуба имени Горького, превратившегося в своеобразную штаб-квартиру «Молодой гвардии». Организовал здесь несколько кружков художественной самодеятельности, «артистами» которых стали многие подпольщики. В клубе проходили заседания штаба организации, разрабатывались планы предстоящих операций.
1 января 1943 года арестован. После пыток, 15 января погиб на допросе, тело сброшено в шурф шахты № 5. Похоронен в братской могиле героев на центральной площади Краснодона.

## Награды
Посмертно награждён орденом Отечественной войны 1-й степени и медалью «Партизану Отечественной войны» 1-й степени.